# Sarsa de Surta

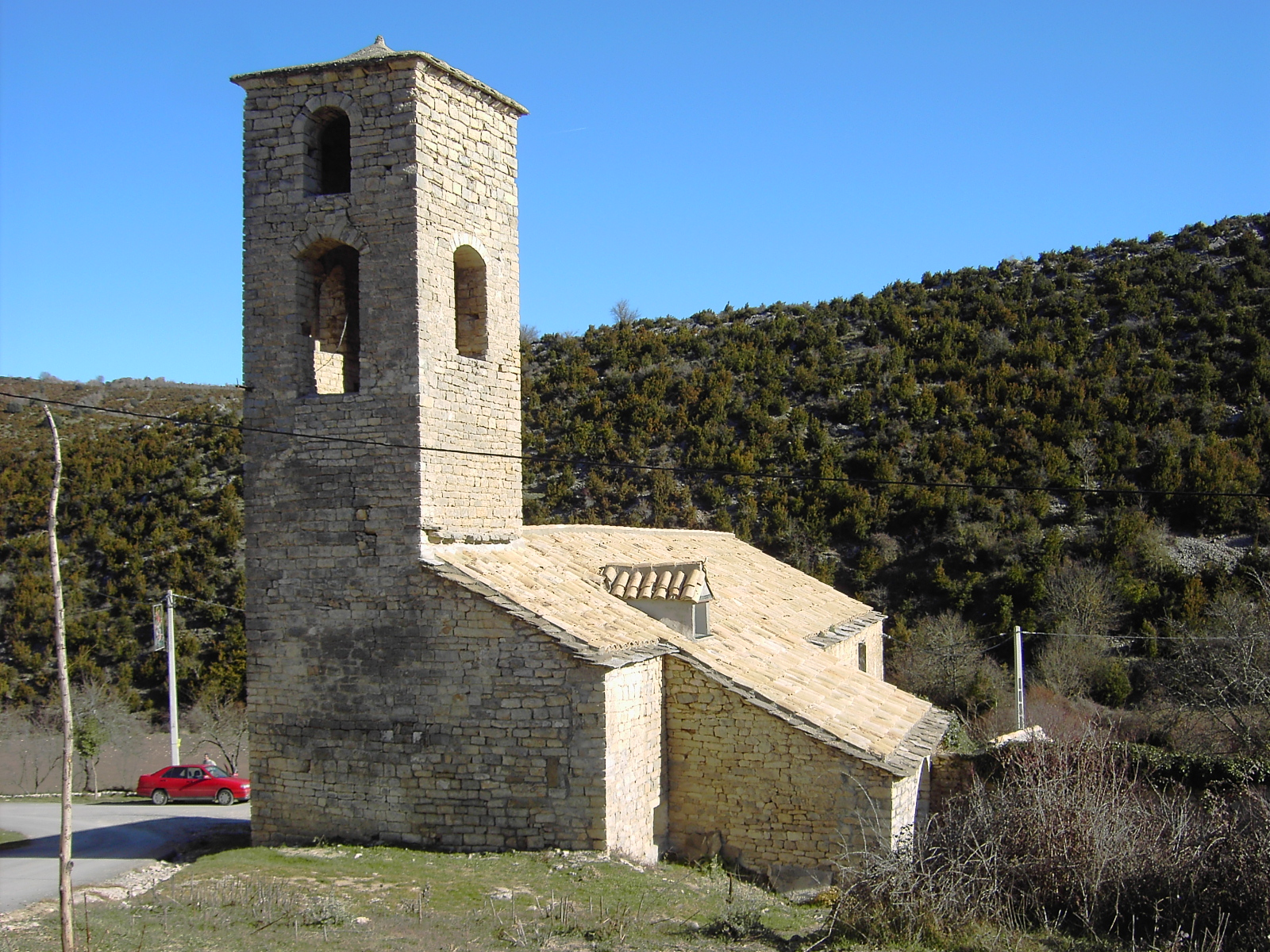
Kościół w miejscowości Sarsa de Surta

Sarsa de Surta – miejscowość w Hiszpanii, w Aragonii, w prowincji Huesca, w comarce Sobrarbe, w gminie Aínsa-Sobrarbe.
Według danych INE z 2005 roku miejscowość zamieszkiwały 4 osoby. Wysokość bezwzględna miejscowości jest równa 884 metry. Kod pocztowy do miejscowości to 22330.